# 島田美紅
島田 美紅（しまだ みく、1998年10月11日 - ）は、日本の元女子バレーボール選手。

## 来歴
奈良県高市郡出身。TVでW杯を観戦したことをきっかけにバレーボールを始めた。
2014年、金蘭会高等学校に進学。同年10月、第10回アジアユース女子選手権大会（U-17）の代表12名に選出。主にリリーフサーバーとして要所で起用され日本代表の優勝に貢献した。
2017年、順天堂大学に進学。同年7月13日、ベラクルス州コルドバおよびボカ・デル・リオで開催される第19回世界ジュニア女子選手権大会（U-20）に出場する全日本女子ジュニアチームの選手に選出された。
2020年12月16日、KUROBEアクアフェアリーズ公式サイトにて入団内定が発表された。同期入団は菊池杏菜、山城愛心。内定選手として2020-21 V1女子の試合に出場し、Vリーグデビューを果たした。リーグ戦終了後のV Cupでは、PFUブルーキャッツ戦でスタメン出場を果たし、8本のアタックを決めてチームの逆転勝ちに貢献した。
2021年、大学卒業後、KUROBEに入団した。
2022年5月31日をもってKUROBEを退団した。
2024年からは順天堂大学女子バレーボール部コーチを勤めている。

## プレースタイル
- ミドルブロッカーであるが、後衛でもリベロと交代せずレセプション（サーブレシーブ）に入っていた[11]。

## 人物
- 大野石油広島オイラーズに所属する島田櫻子は姉である[12][13]。

## 球歴
- 第19回 世界ジュニアバレーボール（U-20）：3位[14]

## 所属チーム
- 金蘭会高等学校（2014-2017年）
- 順天堂大学（2017-2021年）
- KUROBEアクアフェアリーズ（2021-2022年）

## 受賞歴
- 2020年度 秋季関東大学女子1部代替試合：優秀選手賞[15]

## 個人成績
V.LEAGUEの個人成績は下記の通り。
| 大会        | チーム      | 出場     | 出場        | アタック | アタック | アタック | アタック | バックアタック | バックアタック | バックアタック | バックアタック | アタック 決定本数 | ブロック | ブロック       | サーブ | サーブ         | サーブ   | サーブ | サーブ | サーブ   | サーブレシーブ | サーブレシーブ | サーブレシーブ | サーブレシーブ | 総得点      | 総得点      | 総得点   | 総得点      |
| ----------- | ----------- | -------- | ----------- | -------- | -------- | -------- | -------- | -------------- | -------------- | -------------- | -------------- | ----------------- | -------- | -------------- | ------ | -------------- | -------- | ------ | ------ | -------- | -------------- | -------------- | -------------- | -------------- | ----------- | ----------- | -------- | ----------- |
| 大会        | チーム      | 試 合 数 | セ ッ ト 数 | 打 数    | 得 点    | 失 点    | 決 定 率 | 打 数          | 得 点          | 失 点          | 決 定 率       | セ ッ ト 平 均    | 得 点    | セ ッ ト 平 均 | 打 数  | ノ 丨 タ ッ チ | エ 丨 ス | 失 点  | 効 果  | 効 果 率 | 受 数          | 成 功 ・ 優    | 成 功 ・ 良    | 成 功 率       | ア タ ッ ク | ブ ロ ッ ク | サ 丨 ブ | 得 点 合 計 |
| V1 2020-21  | KUROBE      | 6        | 17          | 53       | 18       | 8        | 34.0     | 0              | 0              | 0              | -              | 1.06              | 1        | 0.06           | 40     | 1              | 1        | 2      | 9      | 9.4      | 32             | 8              | 12             | 43.8           | 18          | 1           | 2        | 21          |
| 通算：1大会 | 通算：1大会 | 6        | 17          | 53       | 18       | 8        | 34.0     | 0              | 0              | 0              | -              | 1.06              | 1        | 0.06           | 40     | 1              | 1        | 2      | 9      | 9.4      | 32             | 8              | 12             | 43.8           | 18          | 1           | 2        | 21          |